# Cavidade de Classe II
Em Dentística, as Cavidades de Classe II, na classificação de Black, são preparadas nas faces proximais dos pré-molares e molares.

## Slot vertical de Markley
Pré-molares superiores e inferiores - quando apenas a face proximal cariada é incluída na preparação, sem nenhum envolvimento da superfície oclusal.

## Tipo túnel
Pré-molares e molares - quando apenas a face proximal é envolvida, preservando a crista marginal.